# Trilochana insignis
Trilochana insignis is een vlinder uit de familie wespvlinders (Sesiidae), onderfamilie Sesiinae.
Trilochana insignis is voor het eerst wetenschappelijk beschreven door Butler in 1885. De soort komt voor in het Oriëntaals gebied.